# The Pilgrim and the Stars
| Recensione | Giudizio |
| ---------- | -------- |
| AllMusic   |          |

The Pilgrim and the Stars è un album del trombettista jazz italiano Enrico Rava, pubblicato dalla ECM Records nel 1975.
È uno dei lavori più famosi dell'artista italiano.

## Tracce

### LP (1975, ECM Records, ECM 1063)
Lato A
Testi e musiche di Enrico Rava.
1. The Pilgrim and the Stars – 9:42
2. Parks – 1:45
3. Bella – 9:18

Lato B
Testi e musiche di Enrico Rava, eccetto dove indicato.
1. Pesce naufrago – 5:11
2. Surprise Hotel – 1:52
3. By the Sea – 4:45 (Enrico Rava, Graciela Rava)
4. Blancasnow – 6:45

## Musicisti
- Enrico Rava – tromba
- John Abercrombie – chitarra
- Palle Danielsson – contrabbasso
- Jon Christensen – batteria

### Produzione
- Manfred Eicher – produzione
- Registrazioni effettuate nel giugno 1975 al Tonstudio Bauer di Ludwigsburg (Germania)
- Martin Wieland – ingegnere delle registrazioni
- Giuseppe Pino – design e foto copertina album
- B. Wojirsch – layout[2]

## Critica
Considerato da Allmusic come un album stellare progressive jazz, riceve quattro stelle su cinque.